# Lepidostoma pluviale
Lepidostoma pluviale är en nattsländeart som först beskrevs av Milne 1936.  Lepidostoma pluviale ingår i släktet Lepidostoma och familjen kantrörsnattsländor. Inga underarter finns listade i Catalogue of Life.